# Pointe Espagnole
Ne doit pas être confondu avec Pointe des Espagnols.
La pointe Espagnole ou pointe d'Arvert est un cap situé sur la commune de La Tremblade, près de Ronce-les-Bains, dans le département de la Charente-Maritime. Constituant une des extrémités nord-ouest de la presqu'île d'Arvert, elle fait face à la pointe de Gatseau et à l'île d'Oléron. Elle marque la séparation entre l'océan Atlantique et le pertuis de Maumusson.

## Présentation
La pointe Espagnole est une des avancées balisant la côte sauvage de la presqu'île d'Arvert. Balayée par de très forts courants contraires, des remous et des déferlantes, soumise au phénomène des baïnes, s'y baigner requiert une grande prudence. À marée basse, le danger provient essentiellement de bancs de sable, qui viennent capter la houle, tandis qu'à marée haute, c'est un violent shore-break qui se met en route, générant de puissantes chasses (courant de retour localisé).
Un poste de secours des maîtres-nageurs sauveteurs du Pays Royannais est ouvert en juillet-août jusqu'à 19 heures. La zone de baignade, qu'il convient absolument de respecter, est délimitée par de petits fanions bleus. La pointe Espagnole est aussi un important spot de surf, fréquenté par des passionnés de toute la région.
La pointe Espagnole se prolonge au large par un banc de sable (banc des Mattes) qui forme une petite langue sablonneuse tournée vers Oléron, la pointe de Maumusson. Au sud, la pointe est bordée par de grandes dunes littorales, la dune de Vasselot et la dune de l'Aquitaine, et au nord-est, la baie de l'Embellie et l'anse du Galon d'or forment autant de petits havres abrités.
Tout autour, la forêt domaniale de la Coubre forme un immense écrin verdoyant de près de 8000 hectares. Principal poumon vert des environs de Royan, c'est avant tout une pinède (pin maritime, pin parasol, pin d'Alep, etc.) mêlée de chênes (chêne vert, sessile, etc.).
On accède au site par la D25 depuis La Tremblade et Ronce-les-Bains (au nord) et Royan, Saint-Palais-sur-Mer et La Palmyre (au sud). La route forestière de la pointe Espagnole traverse la forêt jusqu'à une aire de stationnement. Le site est également desservi par la véloroute EuroVelo 1 (« Vélodyssée »).

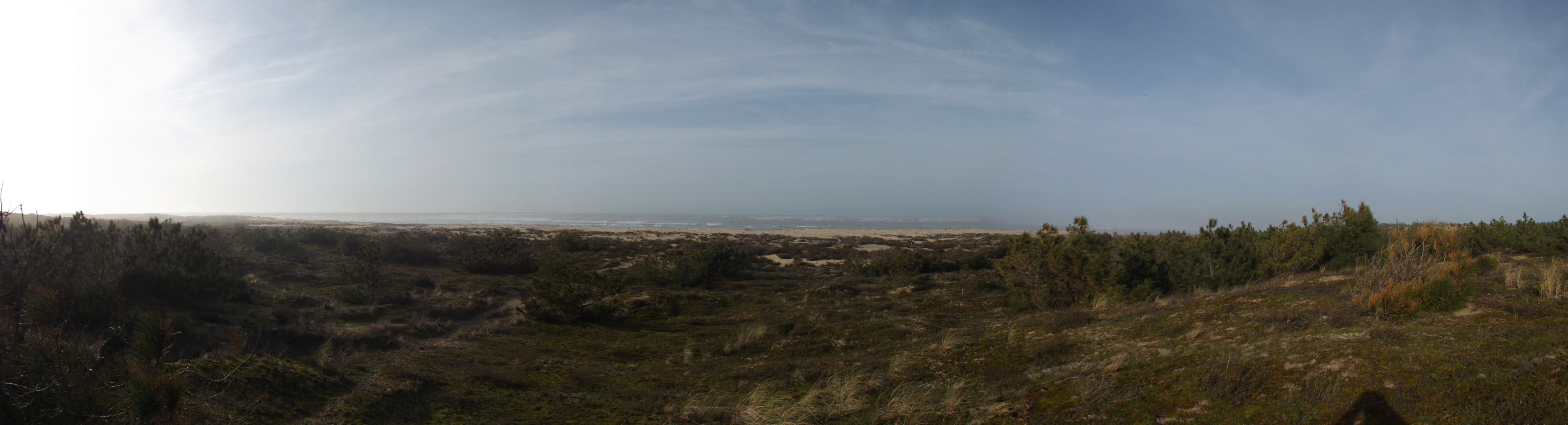
Panorama de la pointe espagnole.

## Histoire
Jusqu'au XIXe siècle, on parle de pointe d'Arvert ou de pointe d'Al(e)vert pour désigner ce site. Il prend son nom actuel à la suite du naufrage de la goélette espagnole « Antonio Carmen » le 20 décembre 1823. Sur les dix membres d'équipage que comptait le navire, la seule survivante est Elise Alvarez, épouse du capitaine. Recueillie par un douanier, elle finit par sombrer dans la folie et revient s'installer dans un cabanon dans les dunes, où elle passe des années à guetter le retour de son mari décédé. Elle est retrouvée morte sur la plage le 3 mai 1827, après une énième tempête. Au cours des années qui suivent, plusieurs dizaines de naufrages se produisent dans les environs, dans ce pertuis de Maumusson si redouté des marins (le dernier en date s'étant produit en 2011).

### La Seconde Guerre Mondiale
Pendant la Seconde Guerre mondiale, la pointe Espagnole est fortifiée par l'Organisation Todt, répondant ainsi au souhait de Hitler de constituer un « mur de l'Atlantique » apte à décourager tout projet d'invasion de la part des Alliés. Le Stp 5, codé Annaberg est édifié à la pointe espagnole pour assurer la défense du pertuis de Maumusson, des blockhaus sont édifiés en retrait de la dune, et la plage est hérissée de pieux et de chevaux de frise. De violents combats s'y déroulent pendant la campagne de libération de la poche de Royan, au mois d'avril 1945. Cette position est dotée :
- D'un poste d'observatoire H627
- Deux casemates H612 pour un canon 7,5 cm FK231 (f)
- Une casemate H506c pour 4,7 cm Skoda
- Deux abris H622 et H668
- Six Ringstände Vf58c pour mitrailleuse
- Un Ringstand Vf69 pour mortier de 8,14 cm Gr.W
- Un canon antichar de 2,5 cm Pak 112 (f)
- Un Ringstand pour tourelle de char FT – 17
- Deux projecteurs de 35 et 60 cm

Le tout protégé par vingt lance-flammes et d'un champ de mines baptisé Amaise.

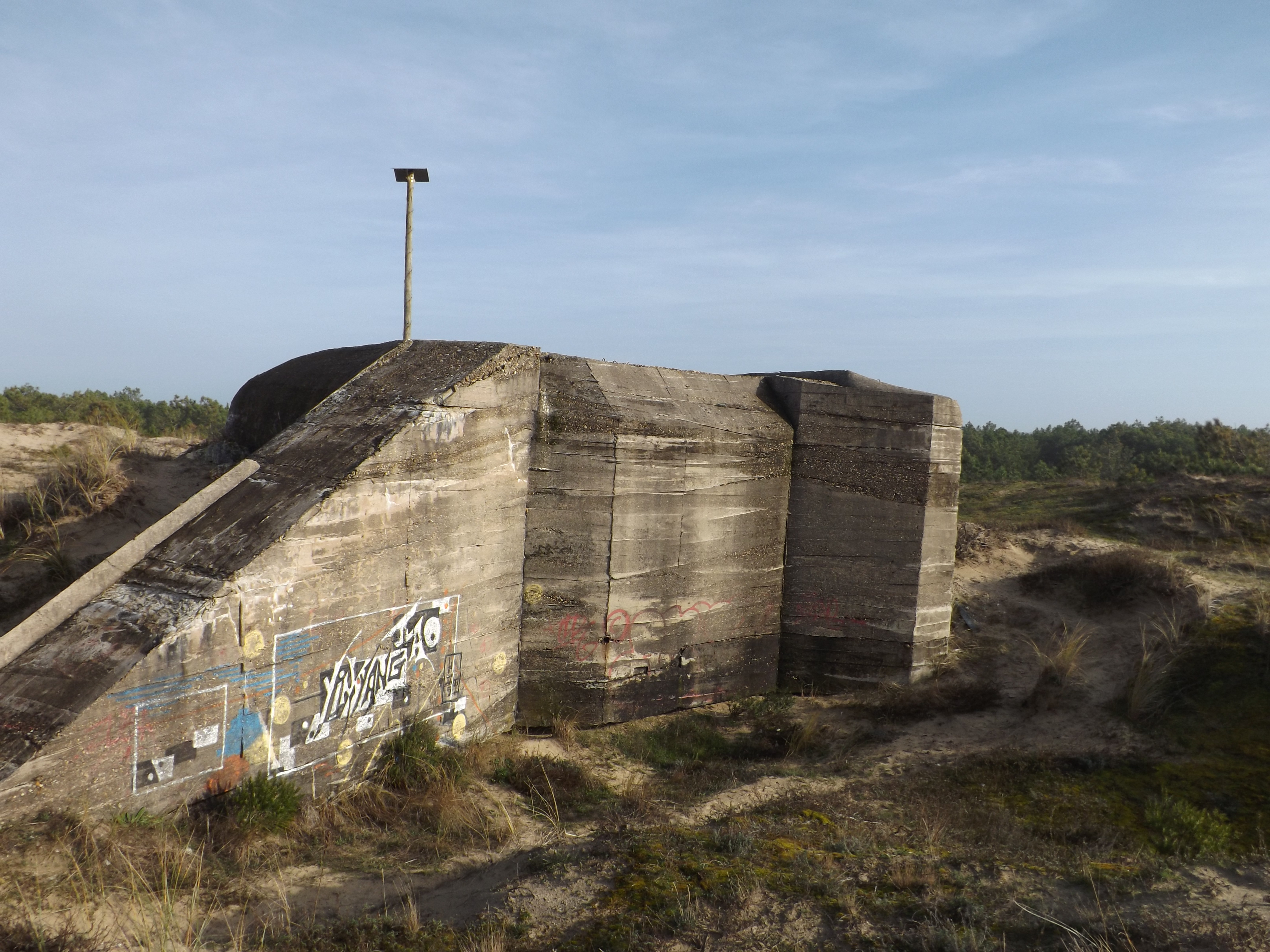
La casemate H612/05 sur la pointe Espagnole.
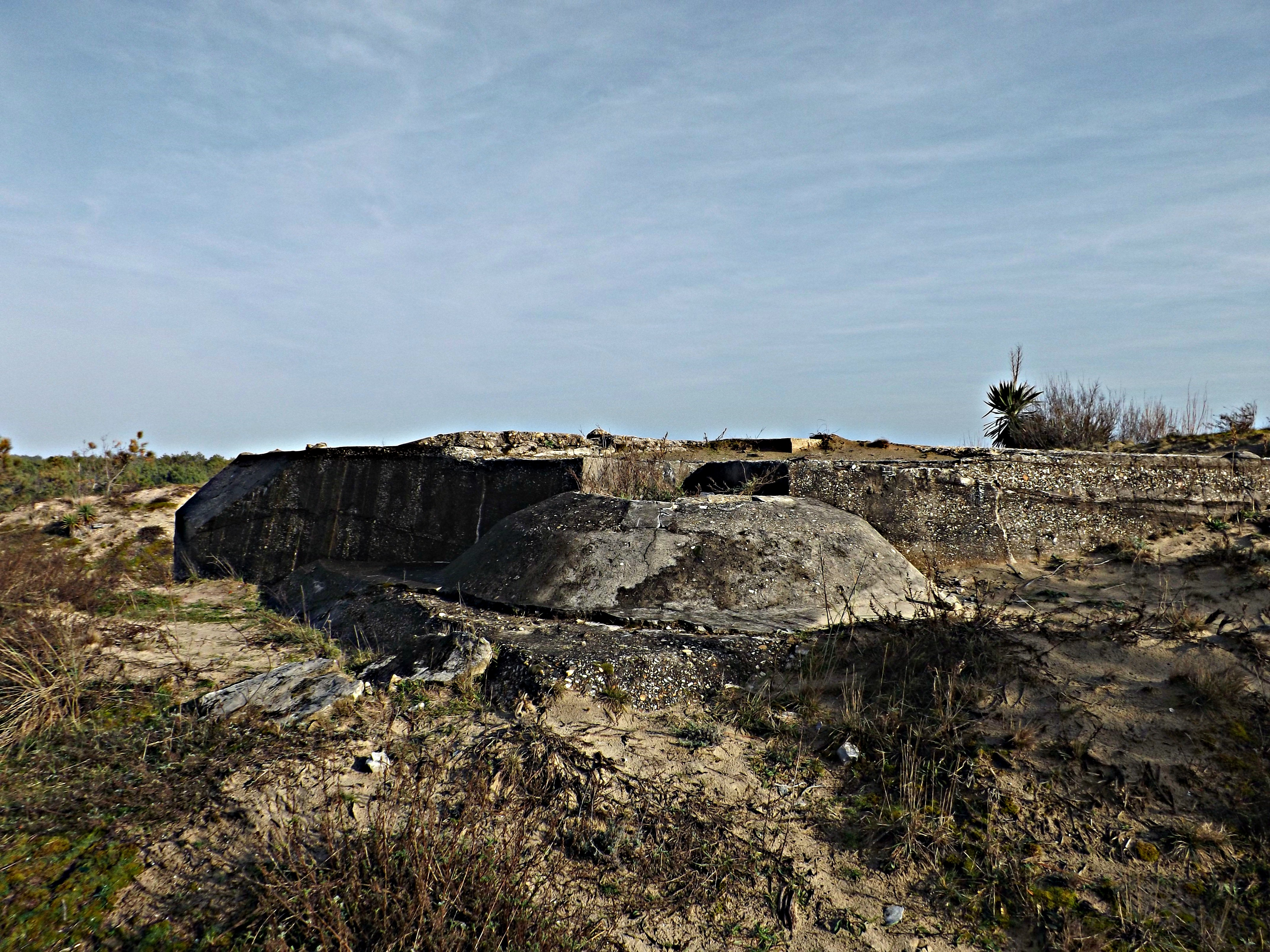
La casemate H612/04.